# Steyr
För andra betydelser, se Steyr (olika betydelser).
Steyr (tyskt uttal: [ˈʃtaɪ̯ɐ] lyssna (fil)) är en stad i förbundslandet Oberösterreich i norra Österrike. Kommunen har 38 034 invånare (2024).
Steyr är en stad med egen statut, vilket innebär att den inte ingår i något distrikt. Den är dock huvudort för distriktet Steyr-Land som omger staden.
Staden är belägen vid floden Steyrs utflöde i floden Enns. Det är en bruksort och ett av Österrikes främsta centrum för metallindustri. Bland annat tillverkas maskiner, fordon, knivar, jaktvapen och ammunition i Steyr.
År 980 omnämns borgen Stirapurch och intill den växte en bebyggelse fram. Bebyggelsen omtalas från 1170 som civitas (biskopsstad).
Steyr är sedan 1500-talet ett centrum för vapentillverkning vilket resulterat i företag som Steyr Mannlicher med ursprung i det i Steyr 1864 grundades Österreichische Waffenfabriksgesellschaft. Diversifiering av vapentillverkningen under 1920-talet av Österreichische Waffenfabriksgesellschaft/Steyr-Werke ledde i sin tur till bland annat motor- och fordonstillverkning med Steyr som namn på Steyr-Daimler-Puchs traktorer och lastbilar.
Pagan black metal-bandet Woodtemple kommer från Steyr.

## Industri
- BMW Motoren GmbH
- MAN Nutzfahrzeuge Österreich
- SKF
- ZF Steyr

## Vänorter
- Betlehem, Palestina
- Kettering, USA
- Plauen, Tyskland
- San Benedetto del Tronto, Italien

## Galleri

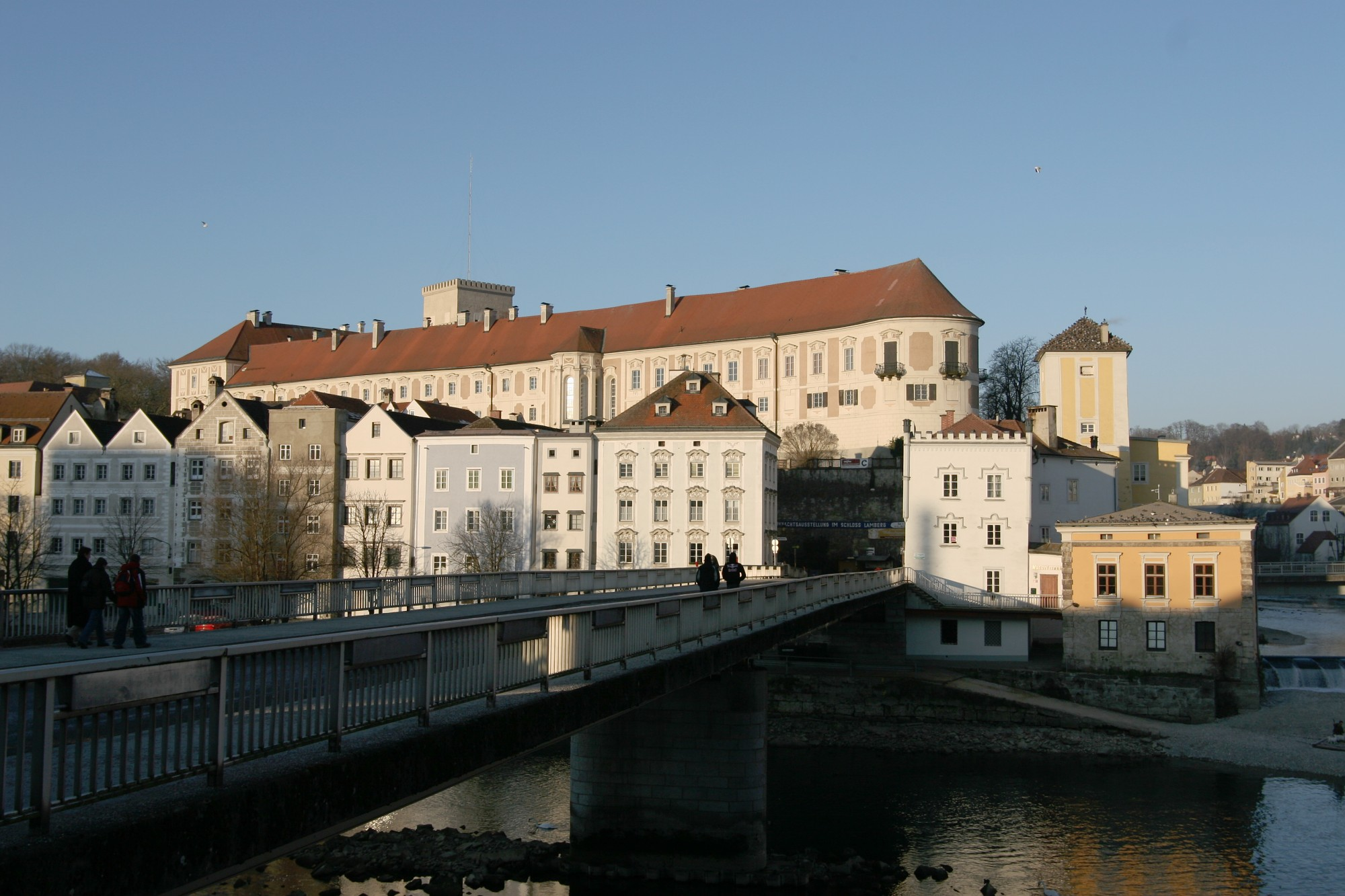
Slottet Lamberg.
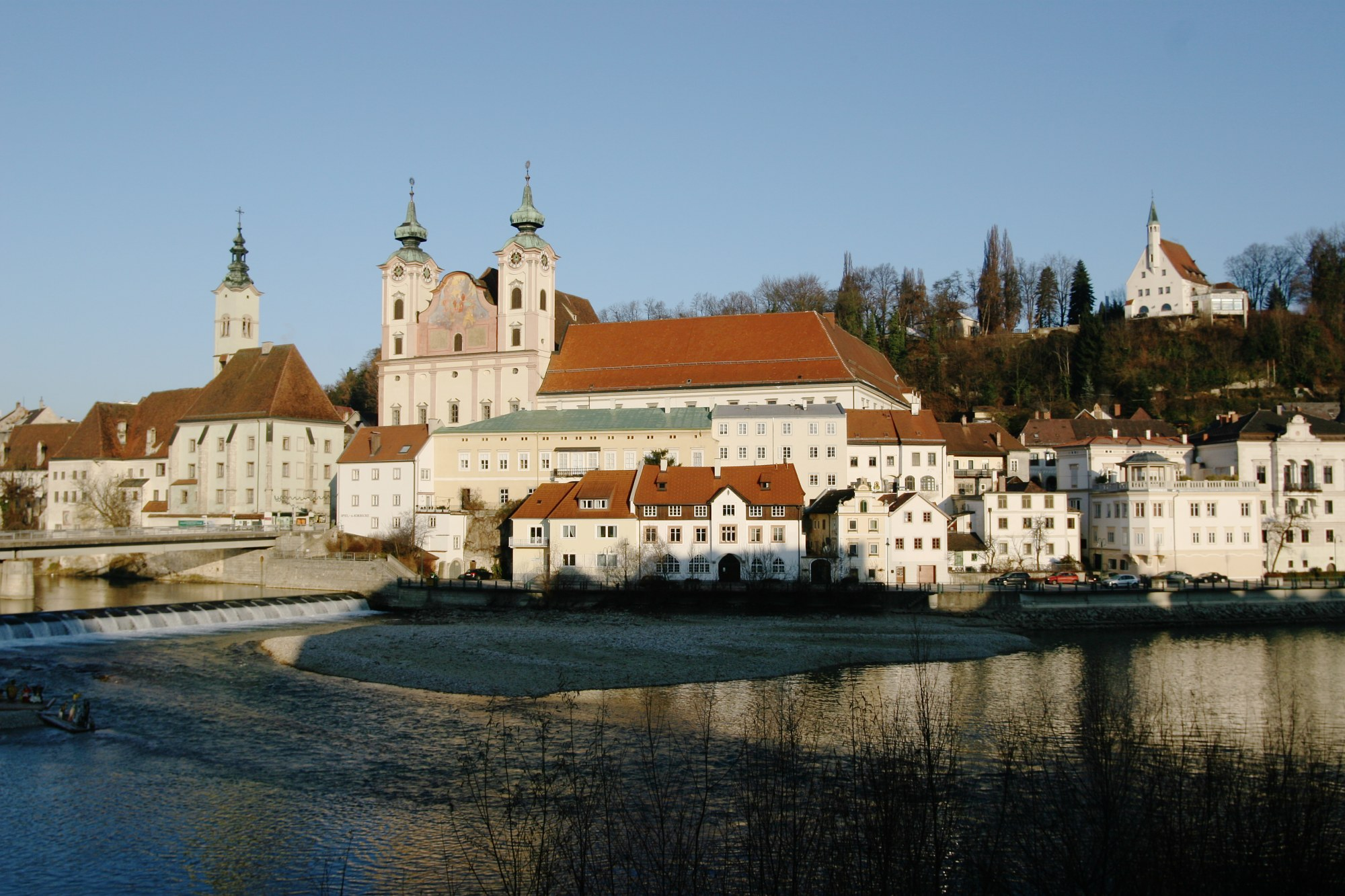
Steyrdorf med Michaelerkirche.
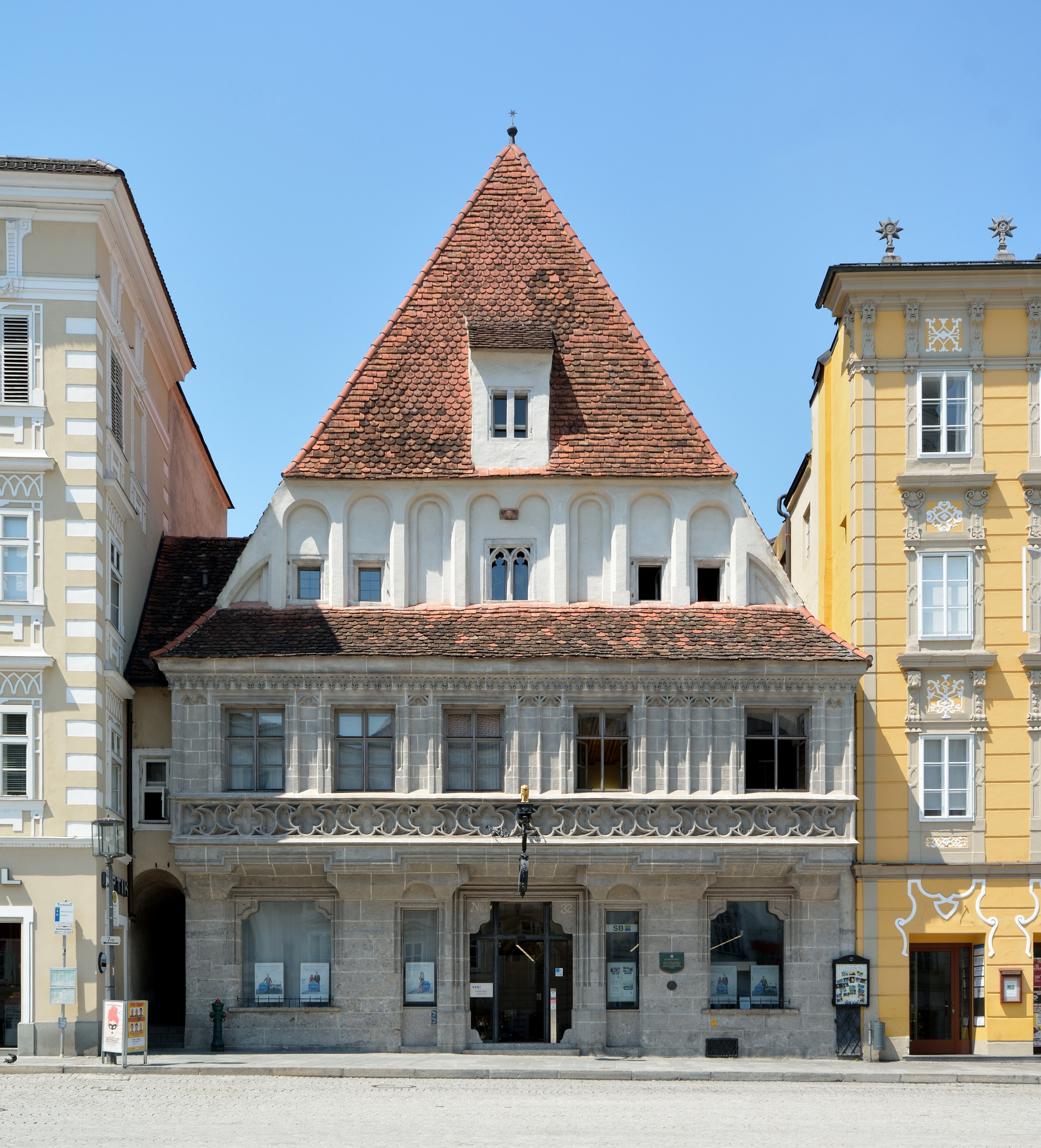
Stadens landmärke: Bummerlhaus.